# Kanton Trélon
Trélon is een voormalig kanton van het Franse Noorderdepartement. Het kanton maakte deel uit van het arrondissement Avesnes-sur-Helpe.

## Gemeenten
Het kanton Trélon omvatte de volgende gemeenten:
- Anor
- Baives
- Eppe-Sauvage
- Féron
- Fourmies
- Glageon
- Moustier-en-Fagne
- Ohain
- Trélon (hoofdplaats)
- Wallers-en-Fagne
- Wignehies
- Willies